# Пол-Клод Ракамие
Пол-Клод Ракамие (на френски: Paul-Claude Racamier) е френски психиатър и психоаналитик.

## Биография
Роден е на 20 май 1924 година в Ду, Франция, в семейството на баща католик и майка протестантка. Учи в дома си до 9-годишен, а след това продължава да учи в Монбелиар. След това записва медицина в Безансон и Париж. През 1952 г. завършва. Започва работа в психиатричната болница „Премонт“ от 1952 до 1962. След това се премества в клиника „Рив дьо Пранжинс“ до 1966 г. и накрая в „Ла Велот“, където остава до края на живота си.
Ракамие преминава обучителна анализа при Марк Шлумбергер, а след това и при Евелин Кестемберг. Започва работа със Саша Нахт и Франсис Паше. През 1958 г. става член на Парижкото психоаналитично общество (ППО), а четири години по-късно през 1962 и пълноправен член. В периода 1962 – 1967 г. учи в Лозанския университет и медицина и човешки науки в Безансон. По това време води много обучителни семинари по психоанализа и психиатрия. Между 1975 и 1982 г. е директор на Института по психоанализа към ППО.
Умира на 18 август 1996 година в Безансон на 72-годишна възраст.